# Presse au Portugal
 (novembre 2024).
Presse au Portugal décrit la presse quotidienne diffusée au Portugal.

## Historique
La presse portugaise commence avec la promulgation de la loi sur la liberté de la presse au tout début de l'année 1835. Quatre mois plus tard, le 18 avril 1835, paraissait le premier quotidien du Portugal, l'Açoriano Oriental, qui compte parmi les plus anciens quotidiens du monde paraissant encore[réf. souhaitée].
Au Portugal continental, O Século (1880-1978) et le Jornal de Notícias (1888-) ont été ou sont les journaux de référence[réf. souhaitée].

## Presse générale quotidienne portugaise
Selon les données de l'Associação portuguesa para o controlo de tiragem e circulação (ACPT) reprises dans la presse, les ventes journalières de quotidiens s'établissent aux chiffres suivants :
| Journal            | 2007    | 2008    |
| ------------------ | ------- | ------- |
| Correio da Manhã   | 115 316 | 118 353 |
| Jornal de Notícias | 91 827  | 101 206 |
| Público            | 41 764  | 42 346  |
| Diário de Notícias | 36 237  | 39 993  |
| 24 Horas           | 35 803  | 37 327  |

À noter que le journal 24 Horas n'est plus publié depuis 2010.

## Presse quotidienne gratuite
Les données de circulation moyenne par numéro s'établissent, selon les données de l'APCT reprises dans la presse :
| Journal                   | 2007    | 2008    |
| ------------------------- | ------- | ------- |
| Destak (pt)               | 174 405 | 164 458 |
| Metro                     | 180 342 | 170 752 |
| Global Notícias           | 151 000 | 202 984 |
| Meia Hora (Portugal) (pt) | 88 903  | 66 360  |
| 24 Horas                  | 35 803  | 37 327  |